# Гірковка
Гі́рковка (рос. Горьковка) — присілок у складі Томського району Томської області, Росія. Входить до складу Турунтаєвського сільського поселення.

## Населення
Населення — 11 осіб (2010; 20 у 2002).
Національний склад (станом на 2002 рік):
- чуваші — 50 %
- росіяни — 45 %